# Paisjusz (Winogradow)
Paisjusz, imię świeckie Piotr Iwanowicz Winogradow (ur. 7 grudnia?/19 grudnia 1837 w eparchii nowogrodzkiej, zm. 13 grudnia?/26 grudnia 1908 w Astrachaniu) – rosyjski biskup prawosławny.

## Życiorys
Wykształcenie teologiczne uzyskał w seminarium duchownym w Nowogrodzie w 1857. 1 października roku następnego został, jako mężczyzna żonaty, wyświęcony na kapłana i skierowany do pracy duszpasterskiej w charakterze kapelana 16 Ładożskiego Pułku Piechoty, a następnie 80 Kabardyńskiego Pułku Piechoty. W 1868, po śmierci małżonki, podjął wyższe studia teologiczne w Moskiewskiej Akademii Duchownej, gdzie w 1872 uzyskał stopień kandydata nauk. Po uzyskaniu dyplomu został zatrudniony jako wykładowca seminarium duchownego w Witebsku. Od 1874 był również katechetą w gimnazjach żeńskim i męskim w tym samym mieście. Wieczyste śluby mnisze złożył w 1882, gdy mianowano go p.o. rektora seminarium w Witebsku, otrzymał wówczas również godność archimandryty.
W lipcu 1886 został rektorem seminarium duchownego w Tyflisie. Trzy lata później władze cerkiewne skierowały go do służby duszpasterskiej we Włodzimierzu Wołyńskim, gdzie był przełożonym monasteru Narodzenia Pańskiego. 7 lipca 1891 został wyświęcony na biskupa pomocniczego eparchii wołyńskiej z tytułem biskupa włodzimiersko-wołyńskiego. Rok później jego tytuł uległ zmianie na biskup krzemieniecki. W grudniu 1902 objął katedrę taszkencką i uzbecką. Odszedł w stan spoczynku cztery lata później, na własną prośbę. Od 1907 żył w monasterze św. Jana Chrzciciela w Astrachaniu, gdzie był przełożonym. Rok później zmarł i został pochowany na terenie klasztoru.